# دودونا

موقعیت دودونا

دودونا یا دودونه (به یونانی: Δωδώνᾱ یا Δωδώνη) در اپیروس واقع در شمال غرب یونان، غیبگویی بود حامل وحی‌های دیونه، الههٔ مادر. این الههٔ مادر را در سایر جاها با نام‌های دیگری چون رئا یا گایا می‌شناختند. زئوس در روزگاران قدیم به دیونه پیوست و جانشین او شد.
معبد دودونا را قدیمی‌ترین محل غیبگویی هلنی برشمرده‌اند که قدمتش به نقل از هرودوت به هزارهٔ دوم پیش از میلاد باز می‌گردد. معبد در مکانی پرت و به دور از شهرهای اصلی یونان واقع شده بود و از لحاظ اعتبار پس از غیبگوی معبد دلفی در مرتبهٔ دوم قرار داشت. راهبه‌ها و راهبان این بیشهٔ مقدس از صدای خش خش برگ درختان بلوط یا راش برای آوردن خبر از غیب استفاده می‌کردند. ارسطو منطقهٔ اطراف دودونا را بخشی از یونان (هلاس) و نیز خاستگاه یونانیان بر می‌شمرد. در ابتدا غیبگو تحت کنترل تسپروتیانی‌ها بود اما بعداً کنترل او به مولوسیایی‌ها منتقل شد. این معبد تا ظهور مسیحیت در اواخر دوران رومیان، مکانی مقدس و محترم باقی ماند.